# 莉泽特·卡布雷拉
莉泽特·费丝·卡布雷拉（Lizette Faith Cabrera，1997年12月19日—），澳大利亚女子网球运动员。
卡布雷拉在昆士兰州汤斯维尔出生和长大，之后父母罗尼（Ronnie）和玛丽亚（Maria）搬到布里斯班让女儿在国家网球学院（National Academy）接受训练。她有一位姐姐伊扎博（Izabo）和一位兄弟卡尔（Carl）。卡布雷拉的父母都来自菲律宾，都在屠宰场工作以经济支持她的职业生涯。
卡布雷拉首次亮相WTA巡回赛实在2017年霍巴特网球国际赛上，她拿到了一张外卡，在首轮中对阵土居美咲。之后她拿到了2017年澳大利亚网球公开赛的女单外卡，这是她首次亮相大满贯赛场，不过她在首轮输给了唐娜·维基奇。9月她在2017年广州国际女子网球公开赛通过资格赛进入正赛，并在第二轮击败了当时世界排名第30位的阿内特·康塔薇特后进入八强。
2019年7月，她在格兰比网球锦标赛上获得了3年来的首个ITF巡回赛冠军，也是迄今为止级别最高的冠军。2020年2月3日，她的世界排名来到最高的第119名。在2023年澳大利亚网球公开赛混合双打比赛上她和同胞約翰-派屈克·史密斯以外卡身份打入了八强。